# Handlungswille
Unter dem Handlungswillen versteht man in der Rechtsgeschäftslehre das Bewusstsein, überhaupt zu handeln, also bewusst ein äußeres Verhalten vorzunehmen (Schreiben, Sprechen, schlüssiges Verhalten). Der Handlungswille ist notwendiger Bestandteil einer Willenserklärung. Er fehlt bei Schlafenden, Bewusstlosen, Hypnotisierten oder beim Opfer unbeugsamer Gewaltanwendung (vis absoluta), beispielsweise die von einem Dritten geführte Hand zur abgepressten Unterschriftsleistung. Ebenso fehlt der Handlungswille bei bloßen Reflexbewegungen. In diesen Fällen liegt lediglich der rechtsunwirksame Schein einer Erklärung vor, auf den zumeist § 105 Absatz 2 BGB anwendbar ist.
Der Handlungswille wird rechtsdogmatisch dem subjektiven (inneren) Tatbestand zugeordnet. Weitere subjektive Elemente einer Willenserklärung sind das Erklärungsbewusstsein und der Geschäftswille. Fehlender Handlungswille kann dem Verhalten des vermeintlich Erklärenden rechtlich nicht zugerechnet werden.
Auf den Handlungswillen ist dann nicht abzustellen, wenn das Gesetz die Rechtsfolgen einer Willenserklärung an Schweigen knüpft, so beim Kaufmann, der nach § 362 HGB auch im Schlaf Vertragspartner werden kann.